# Heinrichia simplex
Heinrichia simplex, "minahasakortvinge", är en fågelart i familjen flugsnappare inom ordningen tättingar. Den betraktas oftast som underart till större kortvinge (Heinrichia calligyna), men urskiljs sedan 2016 som egen art av Birdlife International och IUCN.
Fågeln förekommer endast på norra Sulawesi. Den kategoriseras av IUCN som livskraftig.